# Wormental
Wormental ist ein Naturschutzgebiet in Werbach im Main-Tauber-Kreis in Baden-Württemberg.

## Geschichte
Durch Verordnung des Regierungspräsidiums Stuttgart über das Naturschutzgebiet Wormental vom 17. April 1978 wurde ein Schutzgebiet mit 9,7 Hektar ausgewiesen. Durch eine neuere Verordnung vom 23. September 1994 wurde das Schutzgebiet auf 19,2 Hektar ausgeweitet. Die vorherige Verordnung trat damit gleichzeitig außer Kraft.
Seit 2019 ist das Naturschutzgebiet ein Teil des größeren Natura-2000-Gebietes Nordöstliches Tauberland (FFH-Gebiet 6424-341).
Die Hanglagen des Gebiets auf Unterem Muschelkalk waren bis ins 20. Jahrhundert zum großen Teil als Weinberg genutzt worden. Die restlichen Flächen wurden extensiv genutzt und dienten beispielsweise als Schafweide.

## Schutzzweck
„Schutzzweck ist
- der Erhalt und die Wiederherstellung eines typischen tauberfränkischen Trockenstandortes mit Trockenrasen, Kalkmagerrasen, wärmeliebenden Waldgesellschaften und deren Säumen, extensiven Streuobstbeständen, Äckern mit hohem Anteil an seltenen Ackerwildkrautarten, Hecken, Gebüschen sowie verschiedenen Sukzessionsstadien,
- die Verbesserung der Lebensräume zahlreicher seltener, zum Teil gefährdeter und geschützter Pflanzen- und Tierarten der trockenwarmen Standorte, insbesondere der Wirbellosen-Fauna, durch die Wiederherstellung zusammenhängender, offener Bereiche,
- der Erhalt einer Hanglage mit weithin raumwirksamem, landschaftsprägendem Charakter“ (LUBW).[2]

## Flora und Fauna
Es handelt sich um einen typischen tauberfränkischen Trockenstandort mit Trockenrasen, Kalkmagerrasen, thermophilen Waldgesellschaften und deren Säume, extensiven Streuobstbeständen, Äckern mit hohem Anteil an Ackerwildkrautarten, Hecken, Gebüschen und verschiedene Sukzessionsstadien. Die Wiederherstellung zusammenhängender offener Bereiche wird angestrebt. Die Hanglage besitzt landschaftsprägenden Charakter.
In den Magerrasen wachsen beispielsweise Kalk-Blaugras, Echtes Federgras, Erd-Segge, Gewöhnliche Kuhschelle, Gold-Aster Schmalblättriger Lein, Gelber Zahntrost, Geflecktes Ferkelkraut sowie verschiedene Erd-Flechten. Als bemerkenswert für Tauberfranken gilt im Bereich der Gehölzsäume das Vorkommen von Kleiner Wiesenraute.
Auch die Tierwelt weist viele Besonderheiten auf, beispielsweise Heuschrecken wie die Blauflügelige Ödlandschrecke oder Käfer wie Großer Eichenbock. Neben dem Segelfalter kommen viele andere Schmetterlingsarten der Roten Liste vor. Auch wurden zahlreiche Ameisenarten der Roten Liste nachgewiesen, darunter die äußerst seltene Formica bruni. Im Mosaik der verschiedenen Biotope finden viele Vogelarten ihren Lebensraum.

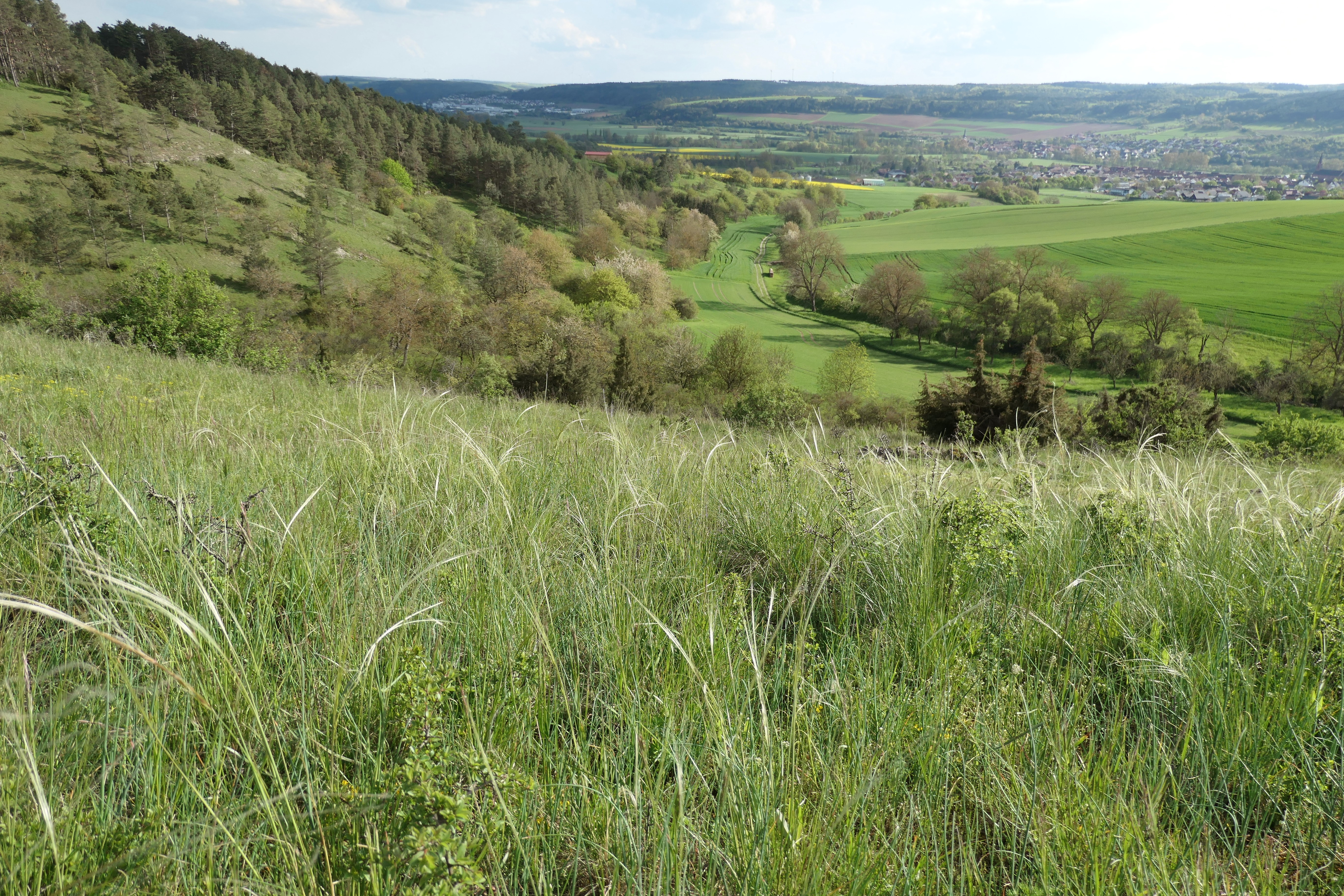
Echtes Federgras, Steppenrasen und Kalkhänge im NSG (2023)
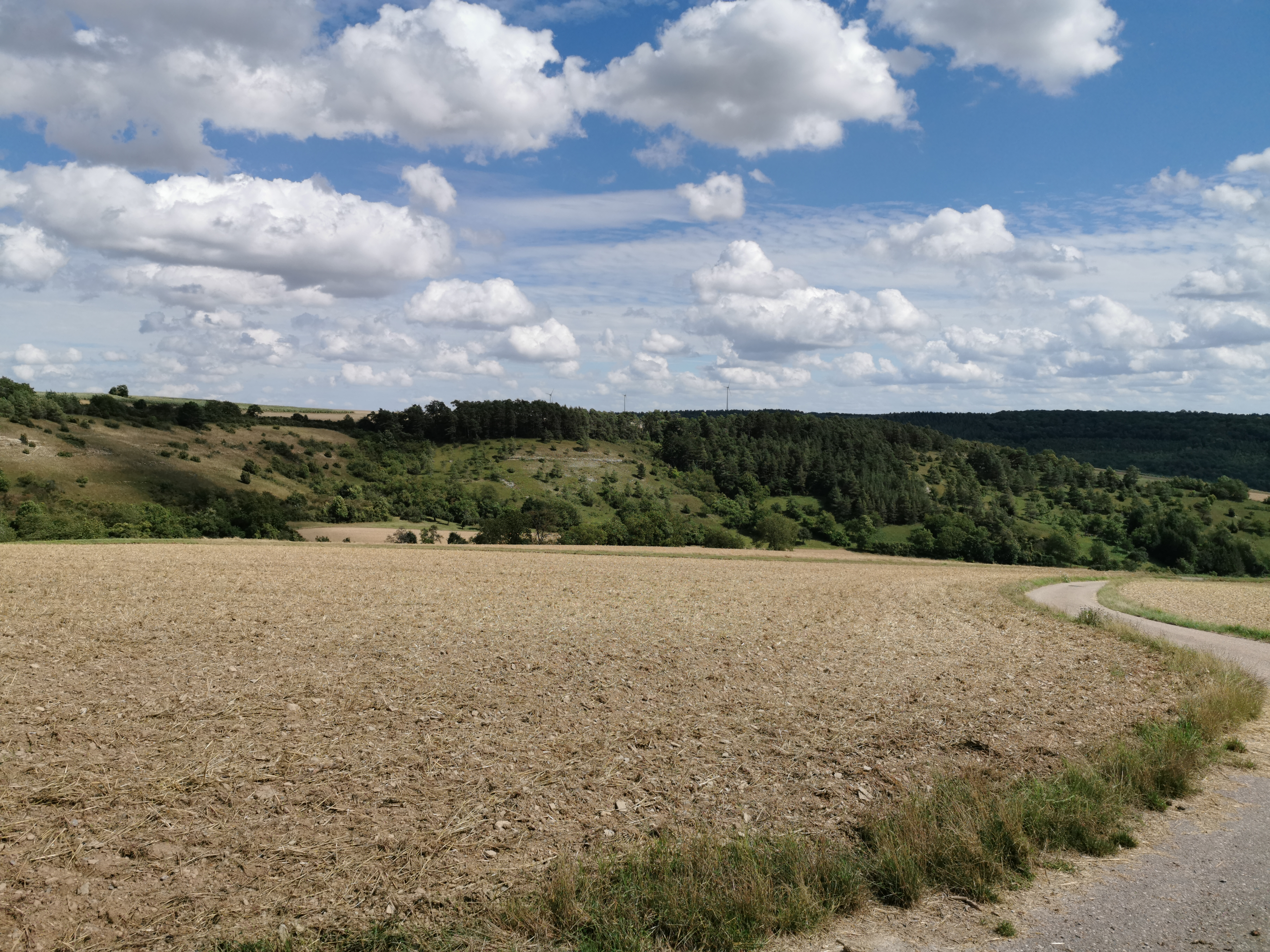
NSG Wormental (2019)
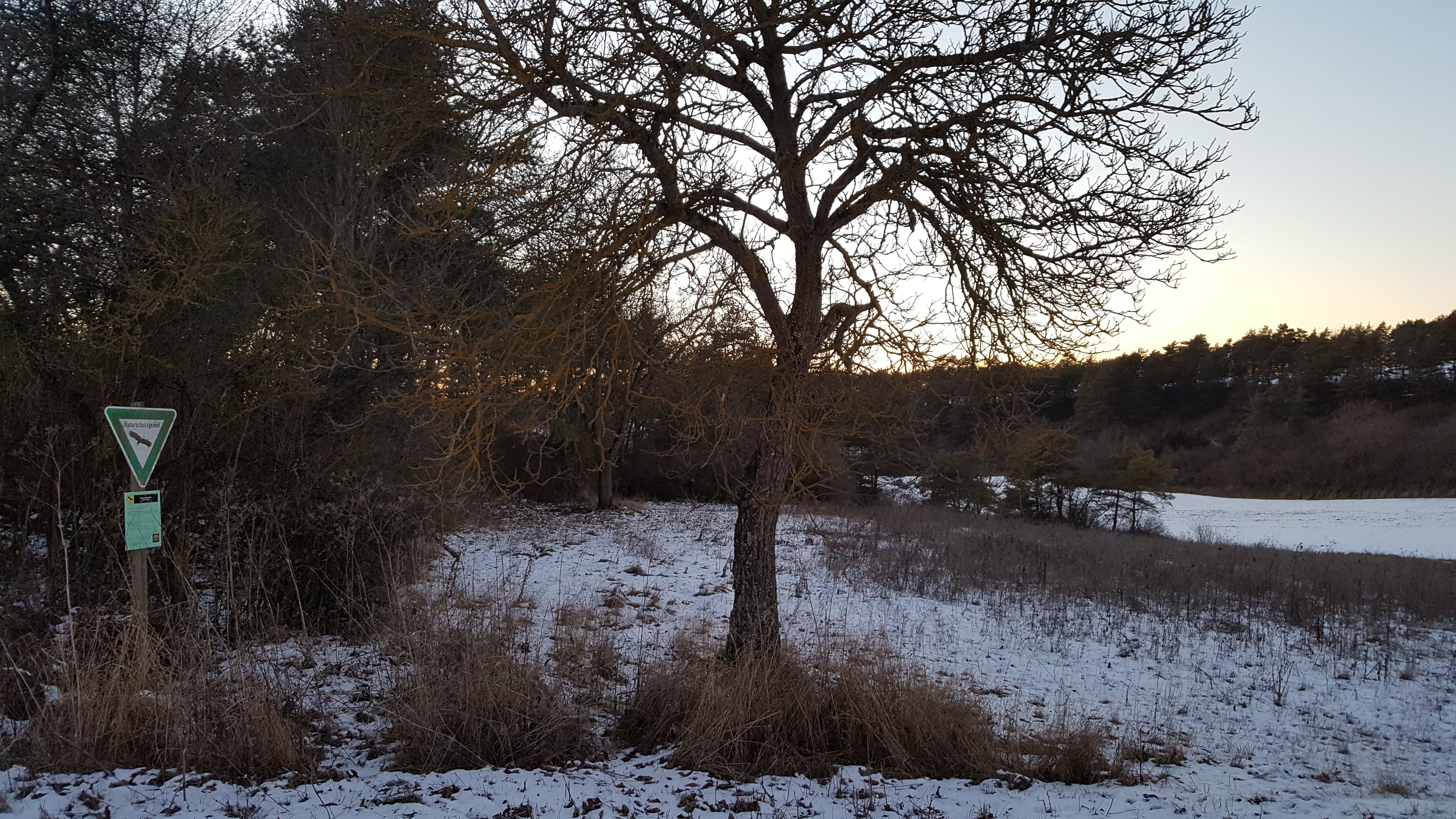
NSG Wormental (Winter 2017)